# Calanesia
Calanesia là một chi bướm đêm thuộc họ Cosmopterigidae.